# Jutta Bohnke-Kollwitz
Jutta Bohnke-Kollwitz (Berlin, 29 mei 1923 – Köln, 6 oktober 2021) is een Duits germanist, bibliothecaris en directrice van het Käthe-Kollwitz-Museum te Keulen. Zij is een dochter van Hans Kollwitz en Ottilie Ehlers.

## Biografie
Ze studeerde af als Germanist en behaalde een doctoraat. Vanaf 1960 werkte ze in de Keulse bibliotheek aan de Germania Judaica, een instelling met informatie over de geschiedenis en cultuur van het Duitse Jodendom. Van 1985 tot 1990 was ze directrice van het Käthe-Kollwitz-Museum te Keulen. In 1989 gaf ze de dagboeken van haar grootmoeder Käthe Kollwitz uit en in 1992 de brieven van Käthe aan haar zoon Hans.

## Boeken
- Köln und das rheinische Judentum
- Festschrift Germania Judaica 1959 – 1984, hrsg. von Jutta Bohnke-Kollwitz u. a., Köln 1984
- Käthe Kollwitz. Die Tagebücher. 1908-1943 (Neuausgabe 2012),Hrsg.: Jutta Bohnke-Kollwitz,  Berlin 1989,(1. Auflage Neuausgabe München 2012), 960 S., broschiert